# Kościół św. Jana Chrzciciela w Prochowicach
Kościół świętego Jana Chrzciciela – rzymskokatolicki kościół parafialny należący do dekanatu Prochowice diecezji legnickiej.

## Architektura
Jest to budowla wzniesiona w latach 1845–1847 przez inspektora budowlanego Tischlera w neogotyckim stylu architektonicznym z elementami neoromańskimi. kościół posiada jednonawowy korpus wzniesiony na planie prostokąta połączony od strony wschodniej z krótkim, zamkniętym wielobocznie prezbiterium. Od strony północnej do fasady jest dobudowana wieża z 1927 roku, wybudowana na planie kwadratu i nakryta namiotowym daszkiem. Elewacje ceglane są spięte narożnikowymi przyporami, fasada i elewacja wschodnia korpusu są zwieńczone schodkowymi szczytami ozdobionymi płaskimi niszami czyli blendami i dekoracyjnym pasem fryzu z łożonego z terakoty.

## Wyposażenie
Wewnątrz świątyni są umieszczone elementy barokowego wyposażenia pochodzące z kościoła klasztornego Cystersów w Lubiążu. Ołtarz główny wykonany został w 1695 roku przez Matthiasa Steinla. Jest ozdobiony figurami Archaniołów (wcześniej Anioła Stróża). W warsztacie Matthiasa Steinla zostały wykonane także znajdujące się na cokołach rzeźby archaniołów Michała i Gabriela, jak i umieszczone na ambonie, prospekcie i emporze organowej rzeźby Chrystusa Zmartwychwstałego, Mojżesza, Jana Ewangelisty oraz inne. Na ścianach został zawieszony obraz w stylu barokowym: „Chrzest Chrystusa”. Droga krzyżowa dla świątyni została wykonana w 1853 roku przez R. Schalla.

## Otoczenie
Przed kościołem znajdują się barokowe kamienne figury Madonny z Dzieciątkiem Jezus i św. Jana Nepomucena.